# The Wicker Man (1973)
The Wicker Man (Vlaamse bioscooptitel: De gevlochten god) is een Britse thriller uit 1973 onder regie van Robin Hardy.

## Verhaal
Een politie-inspecteur onderzoekt de verdwijning van een meisje. Daarvoor reist hij naar een afgelegen Schots eiland. Gaandeweg ontdekt hij dat de zonderlinge eilandbewoners er heidense rituelen op nahouden.

## Rolverdeling
| Acteur           | Personage                     |
| ---------------- | ----------------------------- |
| Edward Woodward  | Sergeant Howie                |
| Christopher Lee  | Heer Summerisle               |
| Diane Cilento    | Miss Rose                     |
| Britt Ekland     | Willow MacGregor              |
| Ingrid Pitt      | Bibliothecaris                |
| Lindsay Kemp     | Alder MacGregor (huismeester) |
| Russell Waters   | Havenmeester                  |
| Aubrey Morris    | Oude tuinier/grafdelver       |
| Irene Sunter     | May Morrison                  |
| Donald Eccles    | T.H. Lennox                   |
| Walter Carr      | Schoolmeester                 |
| Geraldine Cowper | Rowan Morrison                |

## Boekadaptatie
- Robin Hardy en Anthony Shaffer - The Wicker Man (1978)